# Isla Cockatoo (Nueva Gales del Sur)
Isla Cockatoo es una isla que se encuentra en Sídney, Nueva Gales del Sur, Australia. En esta se encuentra una antigua prisión imperial, escuela industrial, reformatorio y cárcel. Además en la isla se levantó el mayor astillero de Australia durante el siglo XX. El primero de sus dos diques secos fue construido por los condenados y se terminó en 1857. La actividad industrial en la isla cesó en 1992.
A finales de marzo de 2005, la isla fue reabierta al público para el "Festival Isla Cockatoo 2005". La isla es actualmente administrado por la Federación Fiduciaria de Puerto de Sídney que actualmente promueve la revitalización de la isla como un atractivo del puerto, con la actividad marítima comercial, eventos culturales y un camping operativo que se abrió en el año 2008, donde se permite acampar y disfrutar de instalaciones fijas. Hoy, la Isla Cockatoo conserva muchos recuerdos de su pasado. Los edificios de la prisión han sido inscritos para en la lista del Patrimonio de la Humanidad de la Unesco en 2010.
Grandes talleres, varaderos, muelles, residencias y otros edificios conservan la textura del pasado industrial de la isla.
La isla y el puerto se ha convertido en un lugar popular para ver los fuegos artificiales del Año Nuevo. Se accede a través de un ferry, que ha incrementado sus servicios a la isla. La isla se habilita todos los días para ser visitada y no tiene costo de admisión. En Cockatoo se realizan muchos eventos culturales, atrayendo a miles de personas todos los años.